# Эль-Баадж
Эль-Баадж или Эль-Биадж (араб. البعاج‎) — город на северо-западе Ирака, расположенный на территории мухафазы Найнава. Административный центр одноимённого округа.

## Географическое положение
Город находится в западной части мухафазы, в северной части Месопотамской низменности, на высоте 313 метров над уровнем моря.

Эль-Баадж расположен на расстоянии приблизительно 125 километров к востоку-юго-востоку (ESE) от Мосула, административного центра провинции и на расстоянии 380 километров к северо-западу от Багдада, столицы страны.

## Население
На 2012 год население города составляет 13 746 человек.

## Экономика
Основу экономики города составляет сельскохозяйственное производство. Эль-Баадж — крупный региональный производитель пшеницы и ячменя.